# Anhanguera, Goiás
Anhangüera  este un oraș în Goiás (GO), Brazilia.